# Shahin Saghebi
Shahin Saghebi (tiếng Ba Tư: شاهین ثاقبی) là một cầu thủ bóng đá người Iran thi đấu cho Paykan ở Iran Pro League.

## Sự nghiệp câu lạc bộ

### Malavan
Saghebi thi đấu toàn bộ sự nghiệp ở Malavan. Anh ghi bàn thắng đầu tiên cho Malavan trước Mes Rafsanjan ngày 29 tháng 10 năm 2013 ở Cúp Hazfi. Anh có bàn thắng đầu tiên vào lưới kình địch Damash ở El Gilano, giúp Malavan có chiến thắng lịch sử 3–0 ở Rasht. Anh ghi bàn thắng thứ 3 cho Malavan trong thắng lợi 4–2 trước Esteghlal ngày 19 tháng 2 năm 2014.

### Tractor Sazi
Saghebi gia nhập Tractor Sazi vào mùa hè năm 2014 với bản hợp đồng 2 năm khi còn hợp đồng với Malavan. Tuy nhiên sau đó Tractor Sazi thông báo rằng anh và Mohammad Pour Rahmatollah gia nhập Tractor Sazi.

### Thống kê
Tính đến  7 tháng 4 năm 2015.
| Câu lạc bộ   | Hạng đấu        | Mùa giải     | Giải vô địch | Giải vô địch | Cúp Hazfi | Cúp Hazfi | Châu Á  | Châu Á    | Tổng    | Tổng      |
| Câu lạc bộ   | Hạng đấu        | Mùa giải     | Số trận      | Bàn thắng    | Số trận   | Bàn thắng | Số trận | Bàn thắng | Số trận | Bàn thắng |
| ------------ | --------------- | ------------ | ------------ | ------------ | --------- | --------- | ------- | --------- | ------- | --------- |
| Malavan      | Pro League      | 2011–12      | 0            | 0            | 0         | 0         | –       | –         | 0       | 0         |
| Malavan      | Pro League      | 2012–13      | 4            | 0            | 0         | 0         | –       | –         | 4       | 0         |
| Malavan      | Pro League      | 2013–14      | 23           | 4            | 2         | 1         | –       | –         | 25      | 5         |
| Tractor Sazi | Pro League      | 2014–15      | 24           | 2            | 1         | 1         | 4       | 1         | 28      | 4         |
| Tractor Sazi | Pro League      | 2015–16      | 14           | 2            | 1         | 0         | 0       | 0         | 15      | 2         |
| Malavan      | Azadegan League | 2016–17      | 31           | 5            |           |           |         |           | 31      | 5         |
| Sepahan      | Pro League      | 2017–18      | 13           | 1            | 1         | 0         | 0       | 0         | 14      | 1         |
| Career Total | Career Total    | Career Total | 109          | 9            | 5         | 2         | 4       | 1         | 118     | 12        |

## Sự nghiệp quốc tế

### U-23
Anh được triệu tập vào trại huấn luyện của U-23 Iran bởi Nelo Vingada để chuẩn bị cho Incheon 2014 và Giải vô địch bóng đá U-22 châu Á 2016 (vòng loại Olympic mùa hè).

### Đội tuyển quốc gia
Saghebi được triệu tập bởi Carlos Queiroz to đội tuyển quốc gia Iran ngày 7 tháng 11 năm 2014 cho trận giao hữu với Hàn Quốc.